# Cantó de Béthune-Sud
El cantó de Béthune-Sud és un cantó francès del departament del Pas de Calais, situat al districte de Béthune. Té sis municipis i part del de Béthune.

## Municipis
- Allouagne
- Béthune (part)
- Fouquereuil
- Fouquières-lès-Béthune
- Labeuvrière
- Lapugnoy
- Verquin

## Història
| Data d'elecció                           | Identitat       | Partit          | Qualitat |
| ---------------------------------------- | --------------- | --------------- | -------- |
| 1948-1961                                | Emile Vanrullen | SFIO            |          |
| 1961-1967                                | Maurice Cassez  | MRP             |          |
| 1967-1973                                | Edouard Carlier | PCF             |          |
| 1973-1979                                | M. Roussel      | PCF             |          |
| 1979-1985                                | Jacques Mellick | PS              |          |
| 1985-1998                                | Bernard Seux    | PS, després MDC |          |
| 1998-                                    | Alain Delannoy  | PS              |          |
| les dades anteriors no són pas conegudes |                 |                 |          |
|                                          |                 |                 |          |